# Renewable Agriculture and Food Systems
Renewable Agriculture and Food Systems is een internationaal, aan collegiale toetsing onderworpen wetenschappelijk tijdschrift op het gebied van de landbouwkunde.
De naam wordt in literatuurverwijzingen meestal afgekort tot Renew. Agr. Food Syst.
Het wordt uitgegeven door Cambridge University Press en verschijnt 4 keer per jaar.